# ピザ配達人爆死事件
ピザ配達人爆死事件（ピザはいたつにんばくしじけん）は、2003年8月28日にアメリカ合衆国ペンシルベニア州のエリーで、ピザ配達員のブライアン・ウェルズが、銀行強盗を行った直後に首に装着された時限爆弾で殺害された事件。
事件の捜査はFBIの主導で実施され、アルコール・タバコ・火器及び爆発物取締局とペンシルベニア州警察の協力を受けた。この事件は、「FBI史上でも有数の、極めて複雑怪奇な犯罪の1つ」と評されている。
捜査班は、ウェルズは銀行強盗を共謀した中の1人であったが、他の共犯者からの裏切りに遭って死亡したと結論づけた。ウェルズの共犯者とされるマージョリー・ディール＝アームストロングとケネス・バーンズは、武装銀行強盗およびその共謀などについて起訴された。バーンズは2008年に45年の懲役刑を宣告された。2年後の2011年、別の殺人事件ですでに服役中だったディール＝アームストロングに終身刑が宣告された。彼女は収監中の2017年に乳がんで死亡した。
ウェルズの遺族は、彼が共犯者であったとする当局の見解に異議を唱えており、その無実を主張している。

## 事件の経過

### ピザの配達

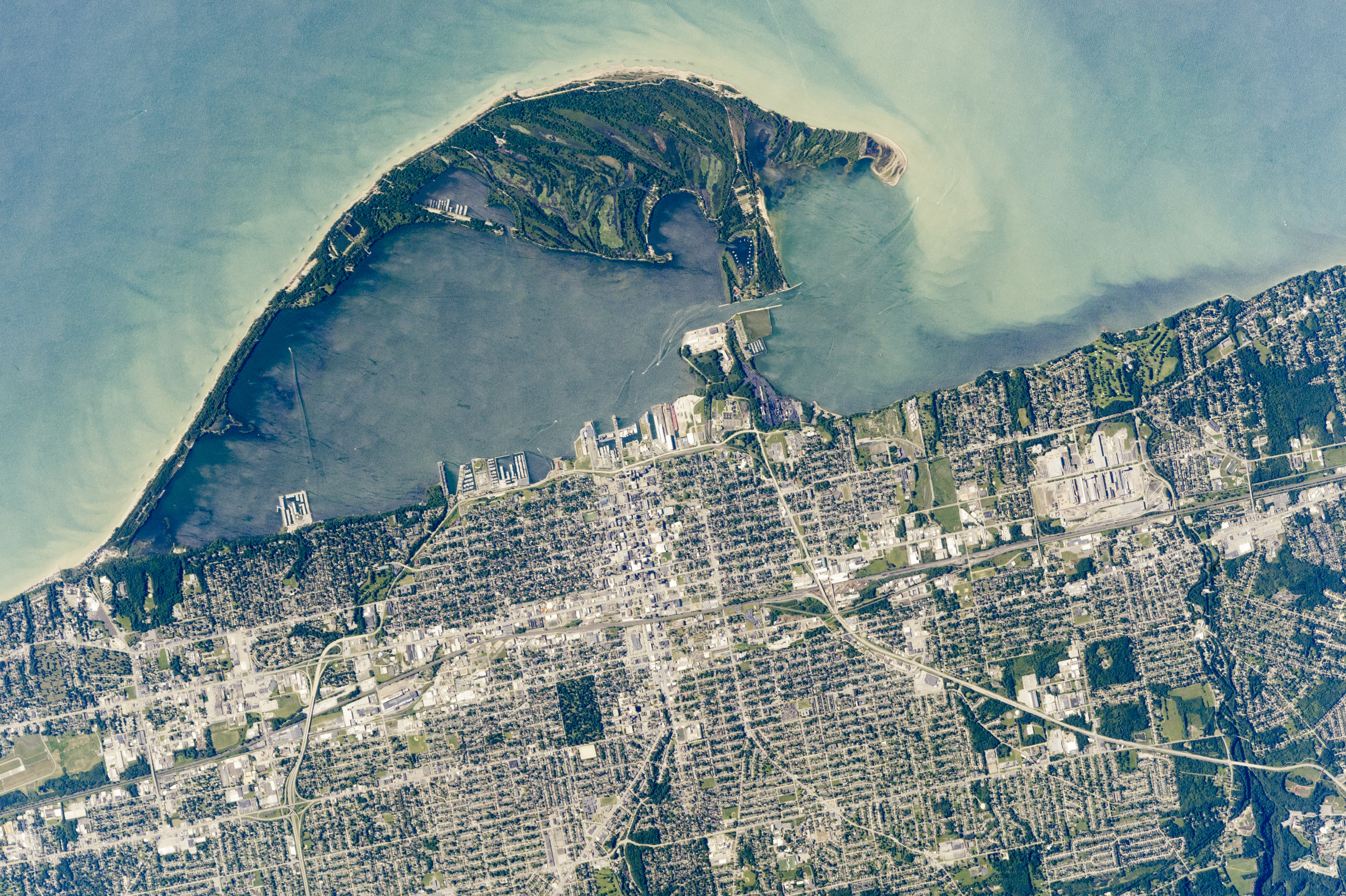
事件が発生したペンシルベニア州エリーの空撮写真

被害者のブライアン・ウェルズ (Brian Wells) は、ペンシルベニア州エリーにある「ママ・ミーアズ・ピッツェリア（Mama Mia's Pizzeria）」のピザ配達人として10年以上にわたって働いていた。2003年8月28日の午後、ウェルズはピッツェリアから数マイル離れた「8631ピーチ・ストリート」という住所にピザ2枚を配達する注文を電話で受けた。この住所は未舗装路の突き当たりにあるWSEE-TVのテレビ塔を示していた。テレビ塔に到着したウェルズは、ケネス・バーンズらの集団によって銃で脅され、首に時限爆弾を仕掛けられた上で、銀行強盗の実行を指示された。その際、ウェルズには杖の形をした手作りのショットガンと、計9ページにわたる手書きの指示書が渡された。ウェルズはさらに、「3人の黒人男性によって爆弾を仕掛けられ、人質に取られている」と主張するよう指示された。
2007年7月に米連邦検察が提出した起訴状によれば、ウェルズは銀行強盗の計画に参加しており、自分の首に爆弾が取り付けられることも知っていたが、その爆弾は偽物であると信じていたという。検察は、ウェルズはテレビ塔に到着した後に初めて計画の変更を知らされ、爆弾が本物であることに気づいたと述べた。一方、ウェルズの親族は検察による説明に異議を唱えており、ウェルズは実際には面識のない者たちによって銃で脅され、何も知らないまま強盗計画に巻き込まれたのだと主張している。

### 銀行強盗
ウェルズに渡された指示書は、仕掛けられた爆弾の起爆を遅らせ、最終的には解除するいくつかの「鍵」を入手するための課題を、時間制限付きで列挙していた。指示書はさらに、ウェルズが絶えず監視下に置かれており、通報しようとすれば直ちに爆発を引き起こすことになると警告していた。指示書の最後の行には、「考える前に行動しろ、さもなければ死ぬぞ（"ACT NOW, THINK LATER OR YOU WILL DIE!"）」と書かれていた。
指示書に記された最初の課題は、ピーチストリート沿いのPNC銀行に「静かに」入店した後、指示書に添付されている25万ドルを要求するメモを銀行の窓口係に渡し、協力しない者と逃げようとしない者を脅迫するために杖形のショットガンを使用することとされていた。ウェルズは午後2時30分ごろに銀行に入り、メモを窓口係に渡した。メモには、15分で爆弾が起爆するので、その間に要求額の全額を引き渡さなければならないと書かれていた。そのような短時間で金庫室にアクセスし、要求額を用意するのは不可能であったため、窓口係は8,702ドルの入った袋を渡し、ウェルズはそれを受け取って銀行を出た。

### 爆発と死
それから約15分後、警察は自分の車（ジオ・メトロ）のそばに立っているウェルズを発見し、直ちに逮捕した。ウェルズは手錠をかけられ、駐車場の地面に直接座らされた。ウェルズは警察官に対し、面識のない3人の黒人が彼の首に爆弾を仕掛け、ショットガンを渡した上で、強盗や他の課題を実行しなければ殺害すると脅迫したのだと説明した。警察官は爆弾の解除は試みず、現場周辺から一般人を避難させ、ウェルズの行動を監視することに専念した。爆発物処理班が最初に呼び出されたのは、ウェルズの逮捕から約10分が経過した午後3時04分であった。処理班が現場に到着する3分前の午後3時18分、爆弾は起爆し、胸部に致命傷を負ったウェルズは数分後に死亡した。現場の映像はテレビで中継されていたが、爆発の瞬間は技術的問題のために生放送されなかった。その後、爆発の瞬間の（未放送の）映像はインターネット上に流出し、様々な動画投稿サイトで共有されることとなった。ウェルズが持っていた指示書は、指定ルート上の「鍵」を見つけて使うことで起爆を遅らせ、解除までに十分な時間を稼ぐことができると説明していたが、のちに警察が指示されたルートを辿って検証したところ、どのような場合であってもウェルズが起爆前に爆弾を解除することは不可能であったことが判明した。ウェルズの遺体の首は捜査当局により、起爆装置を回収するため切断された。

## 事件後の展開
2003年8月31日、ウェルズの同僚であるピザ配達員の男性が自宅で死亡していたことが判明した。男性がウェルズの事件に関与していたのか否かは明らかになっていないが、捜査官は彼の行動が事件後に変化しており、また偏執的な様子を見せていたと指摘している。加えて、男性は死の翌日に警察の聴取を受けることになっていた。最終的に、男性の死因は偶発的な薬物の過剰摂取であると判定された。

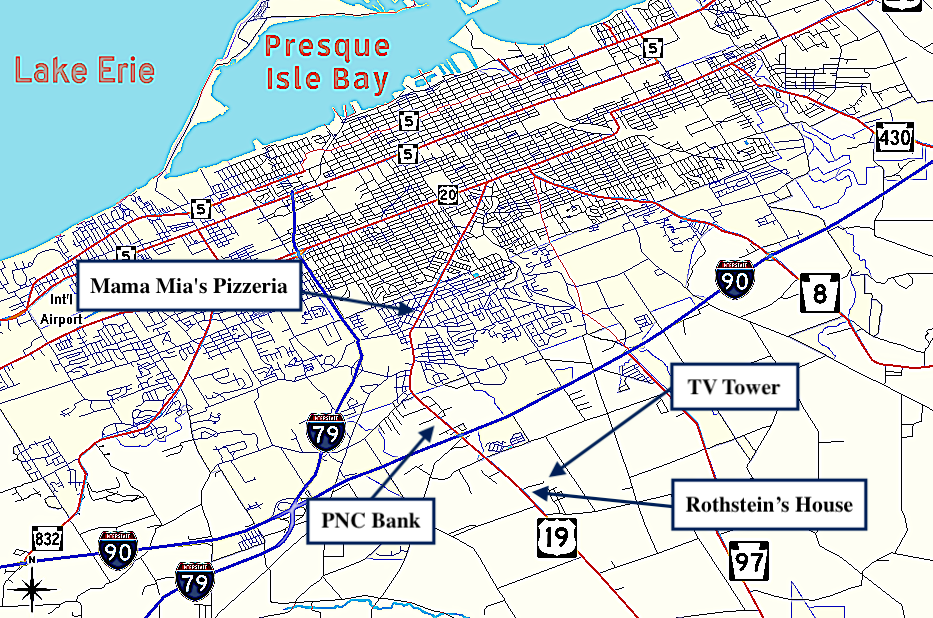
事件の関連場所を示したエリー周辺の地図

2003年9月20日、テレビ塔の近所に住むビル・ロススタイン（William "Bill" Rothstein）が警察に通報し、ジェームズ・ローデン (James Roden) という名の男性の死体が自宅ガレージ内の冷凍庫に隠されていると告げた。ロススタインは警察に電話をかけた後、ウェルズ爆死事件と自分の自殺は無関係であると主張する遺書を書いていたが、実際に自殺を実行することはなかった。
警察の保護下に置かれたロススタインは、自身が1960年代後半から1970年代初頭にかけて交際していたマージョリー・ディール＝アームストロング（Marjorie Diehl-Armstrong）という名の女性が、金銭トラブルの末に交際相手であるローデンをショットガンで射殺し、死体の隠蔽および現場の清掃を手伝わせるため自分に2,000ドルを支払ったのだと証言した。ロススタインはさらに、ディール＝アームストロングは操作的で危険な人物であり、自分は彼女への恐れから警察に連絡したのだと主張した。
ロススタインによる通報の翌日、警察はディール＝アームストロングを逮捕した。彼女は長年にわたって双極性障害や強迫的ホーディングなど複数の精神疾患を抱える人物であり、過去に夫と複数の交際相手が不審な状況下で死亡していたことで以前から当局に知られていた。1984年、ディール＝アームストロングは当時の交際相手の男性を殺害したとして逮捕されたが、正当防衛が認められ無罪となった。一方で、通報者のロススタインにも殺人事件に関与した経歴があった。1977年、ロススタインは友人の1人が恋敵を殺害するにあたって凶器の拳銃を提供し、その後には拳銃の破壊を試みていたが、事件への証言を行うことと引き換えに訴追免除されていた。ロススタインは2004年7月23日にミルクリーク・コミュニティ病院に入院し、2004年7月30日に非ホジキンリンパ腫により60歳で死亡した。
2005年1月、ディール＝アームストロングはローデンの殺害について、精神疾患の下での有罪（guilty but mentally ill）を認め、7-20年の懲役刑を宣告された。7年後（2012年）の裁判では、彼女がローデンを射殺した動機は、銀行強盗の計画について彼が当局に密告するのを防ぐことであったとされた。
2005年4月、ディール＝アームストロングはウェルズの事件について情報を知っていると州警察の警察官に告げ、それを受けたFBIの捜査官が彼女と面会した。ディール＝アームストロングは捜査官に対し、自分を現在の重警備の刑務所から軽犯罪者用の刑務所へ移送することを条件に知っている情報を全て話すと述べた。捜査官との対談を続ける中で、彼女は爆弾に使われていたキッチンタイマーは自分が提供したものだと認めたが、事件の首謀者はロススタインであり、ウェルズ自身も計画に直接的に関与していたと主張した。FBIの供述書によれば、事件の約1カ月前にウェルズが強盗の計画について話していたことが2人の証人によって確認されている。
2005年後半、ディール＝アームストロングの友人であり、当時は麻薬関連の罪で刑務所に収監されていた元テレビ修理業者ケネス・バーンズ (Kenneth Barnes) が、ウェルズ爆死事件の詳細を義理の兄弟に話した後、そのことが警察に密告されたことで再逮捕された。バーンズは捜査当局に対し、減刑と引き換えに知っていることを全て話すと述べた。バーンズは、事件の首謀者がディール＝アームストロングであり、彼女は自分が相続するはずの財産を浪費している（と彼女が考えていた）父親の殺害をバーンズに依頼するにあたり、報酬として支払う金を得るために銀行強盗を計画したと証言した。

### 捜査の終了
2007年7月、米連邦検事メアリー・ベス・ブキャナンは、ウェルズ爆死事件の捜査が終了したと発表し、首謀者のディール＝アームストロングと共犯者のバーンズが起訴される見込みであると述べた。すでに死亡しているロススタインとウェルズも未起訴の共謀者として名前を挙げられた。ブキャナンは、ウェルズが当初から計画に関与しており、爆弾は偽物だと信じていて、渡された指示書は捕まった際に無実の被害者を装うため用意されたものであったと述べた。一方で、ウェルズは他の共犯者からの裏切りに遭い、本物の爆弾を首に巻かれ、それは取り外された時点で起爆するようになっていたと説明された。バーンズによれば、ウェルズが爆弾が本物であることに気づいた際、彼を脅して従わせるためピストルが発砲されたという。この銃声を耳にしたという証言者は複数人存在している。
ロススタインの友人であり、事件当時に彼の家に同居していたフロイド・ストックトン（Floyd Stockton）は、犯行計画について知っていたものと考えられたが、ロススタインに対する証言を行うことを条件に訴追免除された。しかし病気のため、実際にストックトンが法廷に召喚されることはなかった。
2008年7月29日、合衆国地方裁判所判事ショーン・J・マクラフリンは、ディール＝アームストロングは複数の精神疾患のため裁判に必要な責任能力を持っていないとの判断を下し、責任能力については彼女が精神病院で一定期間の治療を受けたのちに再検討するとした。この決定を受け、ディール＝アームストロングはテキサス州にある連邦刑務所の精神治療施設に移送された。

### 裁判と判決
2008年9月3日、ケネス・バーンズは銀行強盗の共謀と幇助、および教唆について有罪を認めた。2008年12月3日、バーンズはウェルズ事件での役割について45年の懲役刑を宣告された。
2009年2月24日、マクラフリン判事は、現在のディール＝アームストロングの責任能力を判断するため、2009年3月11日に聴問会を開くことを決定した。2009年9月9日、判事はディール＝ストロングが裁判に必要な責任能力を有しているとの判定を下し、彼女は2010年10月にペンシルベニア州エリーで裁判にかけられた。弁護の一環として、ディール＝アームストロングは証人台に立って自らを擁護する証言を行った。彼女はまた、事件についての大々的なメディア報道が公正な裁判を阻害していると主張し、裁判所の変更を要求した。マクラフリン判事は事件の特異性に触れた上で、「状況を考慮すれば、（ニュースの）報道は全体として可能な限り正確かつ客観的なものであった」としてこの要求を却下した。
2010年11月1日、ディール＝アームストロングは、武装銀行強盗およびその共謀、そして犯罪に破壊的装置を使用したことについて有罪判決を受けた。2011年2月28日、ディール＝アームストロングに終身刑が宣告され、彼女は2005年宣告の懲役刑が終了し次第、連続して刑に服すこととされた。2012年11月、合衆国第3巡回区控訴裁判所はディール＝アームストロングへの終身刑判決を支持した。
2013年1月、合衆国最高裁判所はディール＝アームストロングの上訴を棄却した。2015年12月、ディール＝アームストロングによる2度目の上訴が棄却された。

### その後
2017年4月4日、ディール＝アームストロングは乳がんにより68歳で獄死した。
2018年、ウェルズとバーンズの共通の友人であったジェシカ・フープシック (Jessica Hoopsick) が、Netflix制作のドキュメンタリーに出演し、作品中のインタビューで事件への関与を告白した。2003年当時、彼女は売春婦として生計を立てており、その顧客にはウェルズも含まれていた。フープシックは、バーンズから銀行強盗を強要できる人間を紹介するよう求められ、彼女が「カモ（a pushover）」であると考えていたウェルズを推薦したと主張した。さらに、フープシックは金銭とドラッグを得るためにウェルズを売り渡したことへの後悔を語り、彼は何も知らないまま強盗計画に巻き込まれたのだと主張した。 
アルコール・タバコ・火器及び爆発物取締局 (ATF) エージェントのジェイソン・ウィック (Jason Wick) は、当局は以前からフープシックがこの事件について「もっと知っている」と常に信じていたと語ったが、一方で彼女の証人としての信頼性については疑念を示した。

## 犯行の動機
米連邦検察が2007年7月に提出した起訴状によれば、銀行強盗の計画はマージョリー・ディール＝アームストロングが自分の父親の殺害を知人のケネス・バーンズに依頼するにあたって、報酬として必要な資金を得るために考案された。ディール＝アームストロングの父親は一時は約180万ドルの財産を有しており、唯一の子である彼女は殺害によってそれを相続することを望んでいたとされている。父親は事件前から友人や隣人に資産を分け与え続けており、2014年1月に95歳で死亡した時点での財産は無に等しかった。起訴状によれば、ブライアン・ウェルズはバーンズによって犯行計画に引き入れられており、両者は共通の友人である売春婦の女性ジェシカ・フープシックを介して知り合っていた。一方で、ウェルズが犯行計画に加わった動機は不明とされている。ウェルズが爆弾で殺害された動機は、情報を知っている証人の数を減らすことであったとされている。

## メディアでの扱い
ピザ配達人爆死事件とその後の捜査は、米国のメディアで頻繁かつ継続的に取り扱われた。事件が伝えられた当初には、多くの人が事件はテロに関連していると誤解していた。
- 公開捜査番組『アメリカズ・モスト・ウォンテッド（英語版）』は3度にわたって事件を特集した[48]。
- 雑誌『ワイアード』の2011年1月号は事件の詳細な説明を掲載した[49]。
- 2007年に公開されたコロンビアの映画『PVC-1 余命85分』のプロットは、この事件から着想を得たものと考えられている[50][51]。
- 2011年に公開されたアメリカのコメディ映画『ピザボーイ 史上最凶のご注文』は、首輪爆弾を取り付けられた上で銀行強盗を余儀なくされるピザ配達人の男性を主人公としており、そのプロットが事件と類似していることがウェルズの遺族によって批判された。ソニー・ピクチャーズ モーション ピクチャー グループは批判に対し、映画の製作陣はウェルズの事件について何も知らなかったと主張した[52]。
- 2018年5月、Netflixは事件を扱ったドキュメンタリーのシリーズ『邪悪な天才:ピザ配達人爆死事件の真相（英語版）』を公開した[53]。
- この事件の進展を伝えたニュース記事は、情報の新規性についての科学的研究のために収集・分析されている[54]。